# Årets Talent i dansk cykelsport
Årets Talent i dansk cykelsport er en pris som siden 2007 er blevet tildelt en dansk fremadstormende og talentfuld cykelrytter. Fra 2020 kunne prisen også gives til en klub, et hold eller et miljø med et særligt og succesfuldt fokus på talentudvikling. Det er Danmarks Cykle Unions landstrænere der nominerer og udpeger vinderen af prisen.

## Kriterier
Prisen tildeles i én af to kategorier:
- Til en cykelrytter som i særlig grad har udmærket og udviklet sig sportsligt og personligt.
- Til en klub, et hold eller et miljø, som i det givne år har haft et særligt succesfuldt fokus på talentudvikling.[1][2]

## Modtagere af prisen
| \| År \| Modtager \| Disciplin \| \| ---- \| ------------------------------- \| ---------------------------------------- \| \| 2007 \| Ricky Enø Jørgensen \| Landevejscykling \| \| 2008 \| Rasmus Quaade \| Landevejscykling \| \| 2009 \| Mathias Lisson \| Landevejscykling \| \| 2010 \| Kristian Haugaard \| Landevejscykling \| \| 2011 \| Ikke uddelt \| Ikke uddelt \| \| 2012 \| Ikke uddelt \| Ikke uddelt \| \| 2013 \| Amalie Dideriksen Malene Degn \| Landevejscykling Mountainbike \| \| 2014 \| Casper Pedersen \| Banecykling \| \| 2015 \| Simon Andreassen \| Mountainbike \| \| 2016 \| Jakob Egholm \| Landevejscykling \| \| 2017 \| Julius Johansen \| Landevejscykling \| \| 2018 \| Frederik Wandahl \| Banecykling \| \| 2019 \| Malene Kejlstrup Sørensen \| BMX \| \| 2020 \| Dansk Bicycle Clubs Minitræning \| Banecykling \| \| 2021 \| Cykling Odense \| Banecykling \| \| 2022 \| Gustav Heby Pedersen \| Mountainbike \| \| 2023 \| Albert Withen Philipsen \| Landevejscykling Mountainbike Cykelcross \| \| 2024 \| Holte MTB Klub \| Mountainbike \| - Årets cykelrytter i Danmark 1. 2. |                                 |                                          |
| År | Modtager                        | Disciplin                                |
| 2007 | Ricky Enø Jørgensen             | Landevejscykling                         |
| 2008 | Rasmus Quaade                   | Landevejscykling                         |
| 2009 | Mathias Lisson                  | Landevejscykling                         |
| 2010 | Kristian Haugaard               | Landevejscykling                         |
| 2011 | Ikke uddelt                     | Ikke uddelt                              |
| 2012 | Ikke uddelt                     | Ikke uddelt                              |
| 2013 | Amalie Dideriksen Malene Degn   | Landevejscykling Mountainbike            |
| 2014 | Casper Pedersen                 | Banecykling                              |
| 2015 | Simon Andreassen                | Mountainbike                             |
| 2016 | Jakob Egholm                    | Landevejscykling                         |
| 2017 | Julius Johansen                 | Landevejscykling                         |
| 2018 | Frederik Wandahl                | Banecykling                              |
| 2019 | Malene Kejlstrup Sørensen       | BMX                                      |
| 2020 | Dansk Bicycle Clubs Minitræning | Banecykling                              |
| 2021 | Cykling Odense                  | Banecykling                              |
| 2022 | Gustav Heby Pedersen            | Mountainbike                             |
| 2023 | Albert Withen Philipsen         | Landevejscykling Mountainbike Cykelcross |
| 2024 | Holte MTB Klub                  | Mountainbike                             |